# 天正 (朱鴻基)
天正（1648年五月—九月）为中国清朝时期榆园军的年号，前后共5個月。李崇智作东明起义军的年號。
根據史料記載，順治五年（1648年）五月，山東榆園軍首領曹化鯨（《清史列傳》作李化鯨）、李名讓、張學胤（《清史列傳》作張學允）等人擁立明朝宗室鎮國將軍朱鳳鳴之子朱鴻基（《清史列傳》作朱洪基）為忠義王，建元天正。同年九月被捕後磔刑於市。《東華錄》作東明土賊建元天正。

## 公元纪年对照表
| 天正 | 元年   |
| ---- | ------ |
| 公元 | 1648年 |
| 干支 | 戊子   |

## 同期存在的其他政权年号
- 中國
  - 顺治（1644年－1661年）：清朝—清世祖福临之年号
  - 监国鲁（1645年－1653年）：南明—鲁王朱以海之年号
  - 永曆（1647年－1683年）：南明—明昭宗朱由榔之年号
  - 定武（1646年－1664年）：南明—韩王朱本铉（朱亶塉）之年号
- 越南
  - 福泰（1643年－1649年）：后黎朝—黎真宗黎维祐之年号
  - 順德（1638年－1677年）：莫朝—莫敬完之年号
- 日本
  - 正保（1644年－1648年）：後光明天皇之年號
  - 庆安（1648年－1651年）：后光明天皇之年号

## 參看
- 中國年號索引
- 其他时期使用的天正年号